# خروف (فلم 2021)
خروف هو فيلم دراما آيسلندي من بطولة نومي رابيس وإنغفار إغرت سيجورسون.عرض الفيلم في 24 سبتمبر 2021 وتم اختياره ليمثل آيسلندا في جائزة الأوسكار لأفضل فيلم بلغة أجنبية 2022.

## روابط خارجية
مقالات تستعمل روابط فنية بلا صلة مع ويكي بيانات